# 리 라지윌
리 라지윌(영어: Lee Radziwill, 1933년 3월 3일 ~ 2019년 2월 15일)은 미국의 사교계 명사, 홍보 임원, 그리고 인테리어 장식가였다. 그녀는 재클린 케네디 오나시스의 여동생이자 존 F. 케네디 대통령의 처제였다. 라지윌은 세 번의 결혼을 했고, 각각의 결혼은 이혼으로 끝났다.